# Юлдашево (Федоровський район)
Юлда́шево (рос. Юлдашево, башк. Юлдаш) — село у складі Федоровського району Башкортостану, Росія. Входить до складу Михайловської сільської ради.
Населення — 391 особа (2010; 382 в 2002).
Національний склад:
- башкири — 96%